# Парижская улица
Парижская улица (чеш. Pařížská ulice) — улица в Старом городе Праги, столицы Чехии. Находится в квартале Йозефов. Соединяет Староместскую площадь и площадь Кюри. Длина улицы составляет 450 метров.
Улица возникла во время перепланировки еврейского города на рубеже 19 и 20 веков.
Парижская улица начинается от Староместской площади и идёт на север, пересекает квартал Йозефов и выходит на берег Влтавы у Чехува моста на площади Кюри. По пути он пересекает улицы Широкая и Набережную Дворжака. Некоторые участки улицы имеют только одностороннее движение. Пешеходные тротуары Парижской улицы с обеих сторон обрамлены деревьями, что является уникальным для исторической части Праги.

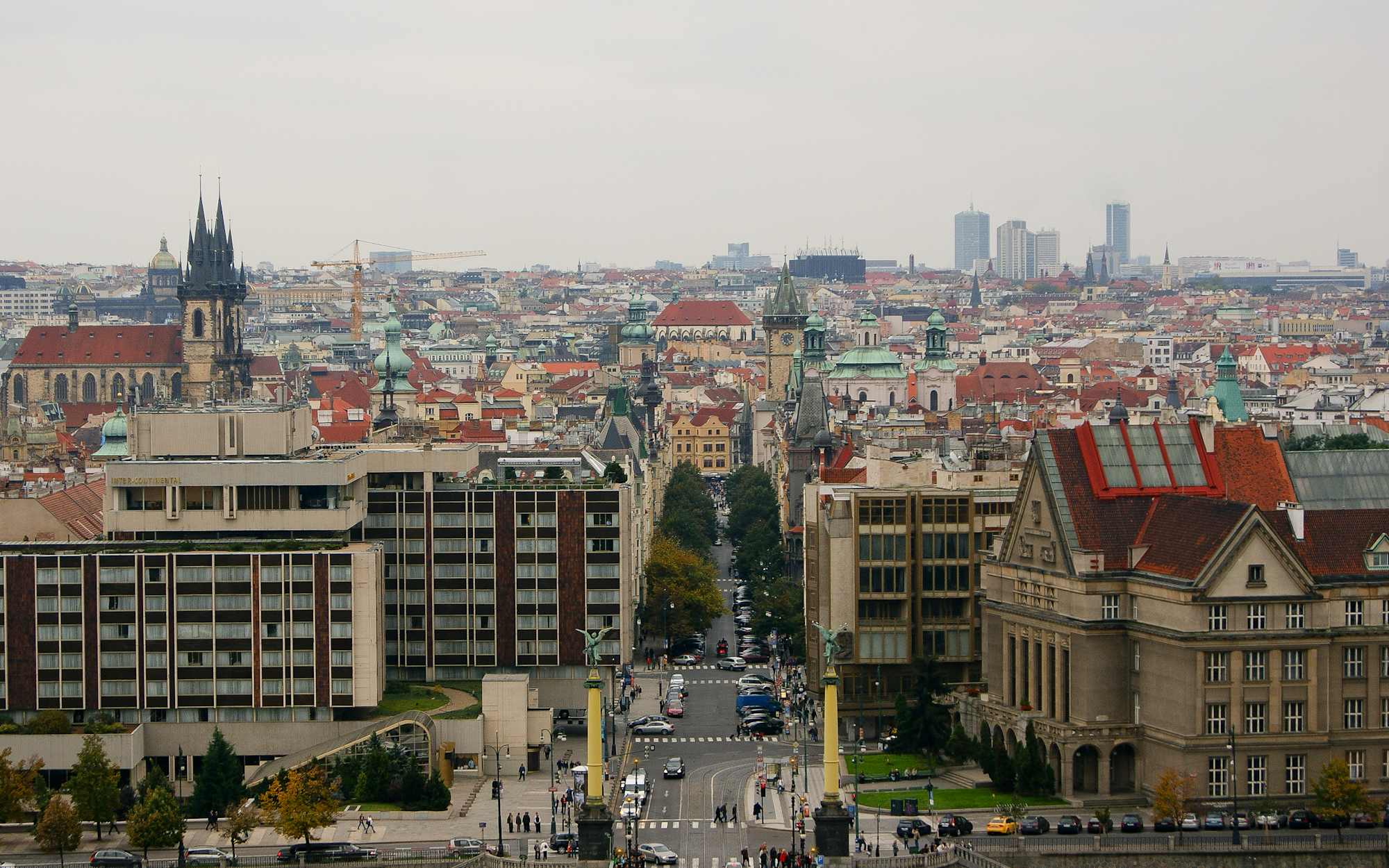

В настоящее время на Парижской улице расположено множество магазинов модной одежды.
Единственное здание на улице, построенное в период до рекультивации, когда был снесен почти весь район, помимо церкви Святого Николая, раннеготическая Староновая синагога. Многие дома, особенно возле синагоги, следуют еврейским традиция этого места.
Первоначально улица называлась Микулашская тржида (Никольская улица), но в 1926 году она была переименована в Парижскую улицу.